# Gallegos del Río
Gallegos del Río est une municipalité espagnole de la communauté autonome de Castille-et-León et de la province de Zamora. En 2015, elle comptait 550 habitants.